# Tiradentes (metropolitana di San Paolo)
Tiradentes è una stazione della linea 1 della metropolitana di San Paolo. Si trova sotto avenida Tiradentes, nel distretto di Bom Retiro. 

## Storia
È stata inaugurata il 26 settembre 1975.

## Interscambi
Nelle vicinanze della stazione effettuano fermata diverse linee di autobus urbani e interurbani.
- Fermata autobus

## Servizi
La stazione dispone di:
- Accessibilità per portatori di handicap
- Ascensori
- Scale mobili
- Biglietteria a sportello
- Biglietteria automatica